# موازنة تشاركية
إن الموازنة التشاركية (PB) هي عملية من المشاورة الديمقراطية واتخاذ القرارات، وهي تعد نوعًا من الديمقراطية التشاركية، حيث يقرر الأشخاص العاديون كيفية تخصيص جزء من الميزانية البلدية أو العامة. تسمح الموازنة التشاركية للمواطنين بتحديد ومناقشة مشروعات الإنفاق العام وتحديد الأولويات الخاصة بها وتمنحهم السلطة لاتخاذ القرارات الفعلية حول المبالغ التي يتم إنفاقها. عند أخذ الموازنة التشاركية على محمل الجد وبناءً على الثقة المتبادلة، يمكن للحكومات المحلية والمواطنين تحقيق الاستفادة على حد سواء. حتى في بعض الحالات، أدت الموازنة التشاركية إلى زيادة استعداد الأشخاص لدفع الضرائب.
تشتمل الموازنة التشاركية بصفة عامة على عدة خطوات أساسية:
1) تحديد أعضاء المجتمع لأولويات الإنفاق وتحديد مفوضي الموازنة
2) وضع مفوضي الموازنة لاقتراحات إنفاق محددة، وذلك بمساعدة الخبراء
3) تصويت أعضاء المجتمع على الاقتراحات التي سيتم تمويلها
4) تنفيذ المدينة أو المؤسسة لأفضل الاقتراحات
لقد اقترحت دراسة حالة شاملة لثمان بلديات في البرازيل والتي تحلل أوجه النجاح والفشل من الموازنة التشاركية أن الموازنة تؤدي غالبًا إلى إنفاق عام أكثر إنصافًا وشفافية ومسؤولية أكبر من الحكومة وارتفاع مستويات المشاركة العامة (وخاصة من قبل المقيمين المهمشين أو الفقراء)، والوعي بالمواطنة والديمقراطية.

## بورتو أليغري

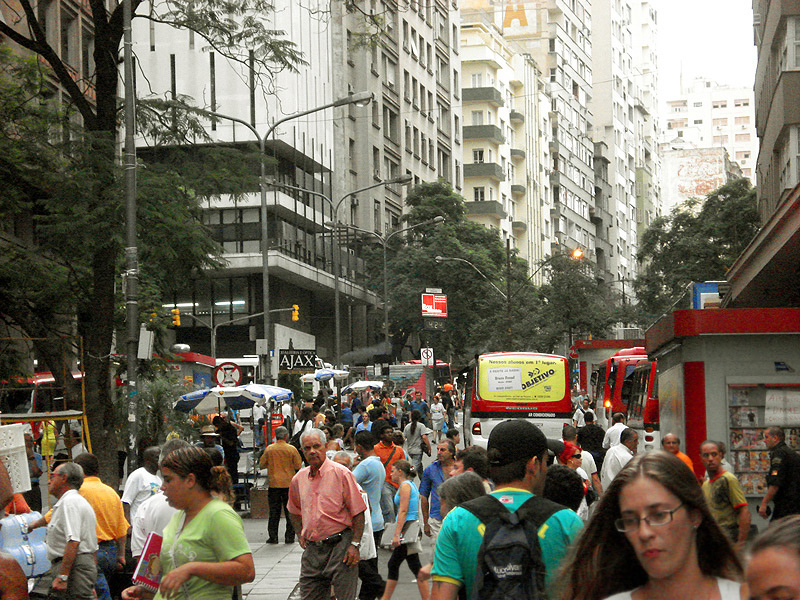
تمت ممارسة الموازنة التشاركية في بورتو أليغري منذ عام 1989.

تمت أول عملية كاملة للموازنة التشاركية في مدينة بورتو أليغري، في البرازيل، بدءًا من عام 1989. وكانت الموازنة التشاركية جزءًا من مجموعة برامج الإصلاح المبتكرة التي بدأت في عام 1989 للتغلب على اللامساواة الشديدة في مستويات المعيشة فيما بين سكان المدينة. ويقطن ثلث سكان المدينة في أحياء فقيرة منعزلة بضواحي المدينة، ويفتقرون إلى الوصول للمرافق العامة (المياه، والصرف الصحي، ومرافق الرعاية الصحية، والمدارس).
تتم الموازنة التشاركية في بورتو أليغري مرة سنويًا، بدءًا من سلسلة من الجمعيات المجاورة والإقليمية الموجودة على مستوى المدينة، حيث يقوم السكان ومفوضو الموازنة المنتخبون بتحديد أولويات الإنفاق والتصويت على الأولويات المطلوب تنفيذها. وتُنفق مدينة بورتو أليغري حوالي 200 مليون دولار سنويًا على الإنشاءات والخدمات، وتخضع هذه الأموال للموازنة التشاركية. إن الإنفاق السنوي على النفقات الثابتة مثل خدمة الديون والمعاشات لا يخضع للموازنة التشاركية. يشترك حوالي خمسين ألفًا من سكان بورتو أليغري في عملية وضع الموازنة التشاركية (مقارنة بمليون ونصف نسمة بالمدينة)، مع تزايد أعداد المشاركين عامًا بعد عام منذ 1989. ويتميز المشاركون بخلفيات اقتصادية وسياسية متنوعة.
تبدأ دورة وضع الموازنة التشاركية في يناير وتقوم الجمعيات الموجودة في جميع أنحاء المدينة بتسهيل الحد الأقصى من المشاركة والتفاعل. وفي شهر فبراير من كل عام يقوم المتخصصون في المدينة بإصدار التعليمات حول الجوانب الفنية والنظامية من موازنة المدينة. وفي مارس تظهر الجمعيات العامة في كل مقاطعة من مقاطعات المدينة الستة عشر، ذلك بالإضافة إلى الجمعيات التي تتولى مثل هذه المجالات كالنقل والصحة والتعليم والرياضة والتنمية الاقتصادية. ومن خلال هذه الاجتماعات الكبيرة - مع مشاركة قد تصل إلى ما يزيد عن 1000 - يتم انتخاب المفوضين لتمثيل أحياء معينة. ويحضر العمدة والمسؤولون هذه الاجتماعات للرد على استفسارات المواطنين. وفي الأشهر التالية، يجتمع المفوضون مرة أو مرتين أسبوعيًا في كل مقاطعة لمراجعة المعايير الفنية للمشروعات واحتياجات المقاطعة. وقد يشارك مسئولو وزارات المدينة وفقًا لمجالات خبراتهم. ومن خلال جمعية عامة إقليمية ثانية، يقوم المفوضون الإقليميون بتحديد الأولويات من مطالب المقاطعة وانتخاب 42 مستشارًا يمثل جميع المقاطعات والمجالات الرئيسية للعمل في المجلس البلدي للميزانية. إن الوظيفة الأساسية لمجلس البلدية للميزانية هي مطابقة مطالب كل مقاطعة مع الموارد المتاحة واقتراح الميزانية الكلية للبلدية والموافقة عليها. وتكون الميزانية الناتجة ملزمة، فعلى الرغم من أن مجلس المدينة يمكن أن يقترح التغييرات ولكنه لا يلزم بها. يجوز للعمدة فقط رفض الميزانية أو إعادتها إلى مجلس البلدية للميزانية (لم يحدث ذلك من قبل).

### النتائج
اقترحت إحدى دراسات البنك الدولي أن الموازنة التشاركية أدت إلى تحسينات مباشرة في المرافق في بورتو أليغري. فعلى سبيل المثال، ارتفاع عدد وصلات مجاري الصرف الصحي والمياه من 75% من الأسر في عام 1988 إلى 98% في عام 1997. كما ارتفع عدد المدارس إلى أربعة أضعاف منذ عام 1986.
ووفقًا للدراسة فقد أشار عدد كبير من المشاركين، بعد مرور ما يزيد عن عقد كامل، أن الموازنة التشاركية شجعت على زيادة اشتراك المواطنين. وأيضًا ازدادت موازنة الصحة والتعليم في بورتو أليغري من 13% عام (1985) إلى حوالي 40% عام (1996)، وازدادت حصة الموازنة التشاركية في الميزانية الإجمالية من 17% عام (1992) إلى 21% عام (1999).
تستنتج الدراسة أن الموازنة التشاركية قد تؤدي إلى تحسين أحوال الفقراء. فعلى الرغم من عدم تمكنها من التغلب على مشكلات أكبر مثل البطالة، إلا أنها تؤدي إلى «تحسن ملحوظ في فرص الوصول ونوعية العديد من مرافق الخدمات الاجتماعية العامة».
وبناءً على تجربة بورتو أليغري، فقد اعتمد نظام الموازنة التشاركية أكثر من 140 بلدية (حوالي 2.5%) من البلديات التي يبلغ عددها 5571 بلدية.

## التنفيذ في جميع أنحاء العالم
لقد انتشرت الموازنة التشاركية منذ ظهورها في بورتو أليغري في المئات من مدن أمريكا اللاتينية والعشرات من المدن في أوروبا وآسيا وأفريقيا وأمريكا الشمالية. وتم تقدير ما يزيد عن 1500 بلدية بدأت باتباع نظام الموازنة التشاركية. وفي بعض المدن، تم تطبيق الموازنة التشاركية على ميزانيات المدارس والجامعات والإسكان العام. وتختلف هذه النهج الدولية بشكل كبير، ويتم تشكيلها اعتمادًا على السياقات المحلية المتبعة في نموذج مدينة بورتو أليغري.
قامت المملكة المتحدة وجمهورية الدومينيكان بتنفيذ الموازنة التشاركية في جميع الحكومات المحلية, كما بادر عدد من المدن والبلديات في فرنسا وإيطاليا وألمانيا وإسبانيا بتنفيذ عمليات الموازنة التشاركية. وفي كندا، تم تنفيذ الموازنة التشاركية في الإسكان العام ومجموعات الأحياء والمدارس العامة، وفي مدن تورونتو  وغويلف وهاميلتون  وفانكوفر الغربية، بكولومبيا البريطانية. وفي الهند، تعتبر القرية التي تسمى هايوار بازار هي الصورة المصغرة لهذه العملية. فالقرية التي كانت مستنزفة للغاية في المياه والتعليم والاحتياجات الأساسية للحياة في مرحلة ما، هي الآن مكتفية ذاتيًا مع ارتفاع في متوسط دخل الفرد. يحاول آرفيند كيجريوال، وهو المسؤول الوطني عن حزب الشعب، إدخال مفهوم الموازنة التشاركية (الحكم الذاتي)في جميع أنحاء البلاد. وتم استخدام عمليات موازنة مماثلة في مجتمعات بإفريقيا. في فرنسا، أصدرت منطقة بواتو شارنت تجربة للموازنة التشاركية في مدارسها الثانوية. وكانت أول عملية موازنة تشاركية مسجلة في الولايات المتحدة بمدينة شيكاغو في ولاية إلينوي. يقوم الحي التاسع والأربعون من شيكاغو بتنفيذ هذه العملية، وذلك برئاسة عضو المجلس البلدي للحي، جو مور، فيما يتعلق «بقائمة الأموال» الخاصة بعضو المجلس البلدي. وقائمة الأموال هي مبلغ ميزانية سنوي يستلمه كل حي من أحياء شيكاغو الخمسين لاستخدامها في النفقات الأساسية. وعادة ما يتم تخصيص هذه الأموال في أحياء أخرى وفقًا لتقدير عضو المجلس البلدي للحي تمامًا. ومنذ عام 2011، ظهرت أمثلة أكثر في الولايات المتحدة، بنيويورك , والآن في مدينة فاليجو، بولاية كاليفورنيا .
تم استخدامها في فلسطين، ومن المتخصصين في منهجية تطبيقها مؤيد عفانةhttp://www.alhaya.ps/arch_page.php?nid=314651

### الانتقادات
من خلال استعراض التجارب في البرازيل وبورتو أليغري، أشارت دراسة البنك الدولي أن عدم تمثيل الفقراء في الموازنة التشاركية قد يكون أحد العيوب. فلقد برزت مشاركة الفقراء والشباب كنوع من أنواع التحدي. وقد تواجه الموازنة التشاركية الصعوبات للتغلب على وجود المحسوبية. وتشمل الملاحظات الأخرى عدم احتمالية اشتراك مجموعات محددة فور تلبية متطلباتهم وأن التقدم البطيء في الأعمال العمومية قد يؤدي إلى إحباط المشاركين.